# جولیو ماکولانی
جولیو ماکولانی (ایتالیایی: Giulio Maculani؛ ‏ ۷ اوت ۱۹۲۰ – ۲۱ نوامبر ۱۹۸۰) بازیگر، بدل‌کار و دستیار کارگردان اهل ایتالیا بود.
از فیلم‌هایی که وی در آن‌ها نقش داشته‌است، می‌توان به اسب تروآ، جانگو، زن، سکس و سوپرمن، حتی فرشتگان هم لوبیا می‌خورند، زنان زندانی بند ۷ و به من میگن پاگنده اشاره نمود.